# 納塔爾省
納塔爾省，為南非於1910年至1994年間存在的一個省級行政區，其於1994年被種族隔離制度廢除後通過的新憲法改稱為夸祖魯-納塔爾省。其首府為彼得馬里茨堡。

## 歷史
在種族隔離時期，黑人居住的納塔爾農村地區被組織成班圖斯坦——夸祖魯，與該省逐步分離，並於1981年實行部分自治。在該省白人之中，大多數均為英裔白人，使納塔爾成為唯一一個在1960年改制共和國公民投票中反對票佔多的省份。在1980年代後期，納塔爾處於暴力狀態，這情況直至1994年第一次不分種族選舉結束時才停止。
1994年，夸祖魯班圖斯坦重新納入納塔爾領土，該省改名為夸祖魯-納塔爾省。